# Плосківська сільська рада (Острозький район)
Плосківська сільська́ ра́да — колишній орган місцевого самоврядування в Острозькому районі Рівненської області. Адміністративний центр — село Плоске.

## Загальні відомості
- Плосківська сільська рада утворена в 1989 році.
- Територія ради: 26,03 км²
- Населення ради: 1 188 осіб (станом на 2001 рік)

## Населені пункти
Сільській раді підпорядковані населені пункти:
- с. Плоске
- с. Завидів

## Склад ради
Рада складається з 12 депутатів та голови.
- Голова ради: Галімський Петро Андрійович
- Секретар ради: Казнодій Вікторія Віталіївна

### Керівний склад попередніх скликань
| Прізвище, ім'я, по батькові | Основні відомості                                                                     | Дата обрання | Дата звільнення |
| --------------------------- | ------------------------------------------------------------------------------------- | ------------ | --------------- |
| Петрук Євгенія Миколаївна   | Сільський голова, 1956 року народження, Всеукраїнське об'єднання «Батьківщина»        | 26.03.2006   | 24.07.2008      |
| Чумак Юрій Миколайович      | Сільський голова, 1954 року народження, освіта вища, член Української Народної Партії | 15.03.2009   | 31.10.2010      |
| Чумак Юрій Миколайович      | Сільський голова, 1954 року народження, освіта вища, член Української Народної Партії | 31.10.2010   | 03.04.2015      |

Примітка: таблиця складена за даними сайту Верховної Ради України